# Peter Jakobsson
Peter Jakobsson, född 18 december 1971 i Södertälje i Stockholms län, är en svensk tidigare ishockeyspelare (back) och före detta General Manager för Färjestad BK i SHL.
Under sin karriär som spelare spelade Jakobsson i bland annat Västerås IK, Malmö Redhawks och Färjestad BK med Visby AIK som moderklubb. Han var också proffs i Hannover Scorpions, HC Innsbruck, EC Salzburg. 
På meritlistan finns bland annat två SM-Guld (1997, 1998) med Färjestad BK.
Inför SHL-säsongen 2021/2022 blev han hyllad i media då han lyckats skriva kontrakt med flera hemvändande spelare till Färjestad BK. I november 2021 blev det officiellt att han får sparken av Färjestad BK.
Hans nya roll blev som sportchef i Linköpings Hockey Club från säsongen 2022/23 där han fortfarande finns. 
Han är far till Carl Jakobsson.